# 长柱睫萼杜鹃
长柱睫萼杜鹃（学名：Rhododendron ciliicalyx sp. lyi）为杜鹃花科杜鹃花属下的一个亚种。